# Mistrz Ołtarza z Tegernsee
Mistrz Ołtarza z Tegernsee (Mistrz Tegernsee Tabula Magna) – anonimowy niemiecki malarz bawarski, aktywny w latach 1440–1460, utożsamiany z Gabrielem Anglerem. 
Jego nazwa pochodzi od głównego ołtarza kościoła św. Kwiryna w benedyktyńskim klasztorze w Tegernsee, wykonanego w latach 1444–1445. Do 1938 roku identyfikowany był z Gabrielem Mälesskircherem, do chwili, gdy historyk E. Bucher przypisał autorstwo ołtarza innemu artyście. W 1982 roku amerykański historyk Walter Liedtke wysunął hipotezę, iż Mistrz Ołtarza z Tegernsee jest tożsamy z malarzem Gabrielem Anglerem.    
Ołtarz z klasztoru św. Kwiryna składał się z dwóch podłużnych paneli bocznych ze scenami Ukrzyżowania i Chrystusa niosącego krzyż. W środkowej części znajdowały się cztery sceny pasyjne, a po zamknięciu ołtarza pojawiały się cztery sceny z życia św. Kwiryna. Styl, głównie bardzo wyraziście przedstawiony określony rodzaj realizmu, nawiązywał do Mistrza Ołtarza Tucherów oraz do Hansa Multschera.